# یوتا ساعت
یوتا ساعت یک ستاره است که در صورت فلکی ساعت قرار دارد.